# Łukasz Cieślewicz
Łukasz Cieślewicz (ur. 15 listopada 1987 w Gnieźnie) – polski piłkarz, występujący na pozycji pomocnika, w polskich drużynach juniorskich oraz duńskich i farerskich drużynach seniorskich, trener. Od 2023 szkoleniowiec kobiecej drużyny HB Tórshavn.

## Kariera klubowa
Cieślewicz zaczął grać w piłkę nożną w polskim klubie Mieszko Gniezno. Jako junior występował na Wyspach Owczych w VB Vagur. W 2003 w wieku 16 lat przeprowadził się do Danii, aby grać dla Brøndby IF. 
W Brøndby IF grał z drużyną rezerwową klubu w duńskiej 2. lidze, stając się ulubieńcem kibiców. W Brøndby nie występował w pierwszym zespole, a więc został wypożyczony do Hvidovre IF z I dywizji. Po serii dobrych występów, które pomogły Hvidovre IF uniknąć spadku, został w klubie podpisując 1 lipca 2008 dwuletni kontrakt. Latem 2010 był testowany w Lyngby BK, po nieosiągnięciu konsensusu wrócił do Hvidovre. 9 stycznia 2011 Cieślewicz podpisał umowę z B36 Tórshavn z Betrideildin. 19 czerwca 2011 na stadionie Gundadalur (Thorshavn, Wyspy Owcze) strzelił hat-tricka w wygranym 4–1 meczu ligowym przeciwko KÍ Klaksvík. 16 października 2011 na stadionie Við Løkin (Runavík, Wyspy Owcze) strzelił także zwycięskiego gola w wygranym 2:1 meczu przeciwko NSÍ Runavík utrzymując tym samym przewagę nad EB/Streymur i pomógł B36 zdobyć dziewiąty tytuł w lidze. Pod koniec sezonu został nazwany Graczem Roku w lidze, po tym jak pojawił się we wszystkich 27 meczach i strzelił 17 bramek. W listopadzie 2012 był testowany w Warcie Poznań, ale w styczniu 2013 wrócił do B36. W styczniu 2013 dołączył do polskiej drużyny Ruch Chorzów z Ekstraklasy na próbę; w dwóch meczach towarzyskich strzelił dwie bramki, ale ówczesny trener Ruchu Jacek Zieliński nie zaproponował mu kontraktu. Po dwóch meczach pozostałych w sezonie 2014 Cieślewicz pomógł swojej drużynie w zdobyciu dziesiątego tytułu. W lipcu 2015 Cieślewicz po raz pierwszy w życiu grał ze swoim bratem Adrianem Cieślewiczem w pierwszej rundzie eliminacyjnej Ligi Mistrzów. Bracia pojawili się w obu grach, a Łukasz strzelił gola w drugim meczu, ale B36 został ostatecznie wyeliminowany przez walijski klub The New Saints. Łukasz został wybrany Pomocnikiem Roku i Graczem Roku sezonu 2015. 
23 listopada 2019 podpisał roczny kontrakt z Víkingur Gøta. W farerskim klubie zadebiutował 9 maja 2020 na stadionie Skansi Arena (Argir, Wyspy Owcze) w zremisowanym 0:0 meczu przeciwko AB Argir, w 83. minucie gry został zmieniony przez Noaha Mneneya. Debiutanckiego gola dla Víkingura strzelił 17 maja 2020 na stadionie Sarpugerði (Norðragøta, Wyspy Owcze) w wygranym 5:2 meczu przeciwko Skáli ÍF.

## Kariera trenerska
11 stycznia 2023 został trenerem kobiecej drużyny HB Tórshavn.

## Sukcesy

### Klubowe
B36 Tórshavn
- Mistrzostwo Wysp Owczych: 2011, 2014, 2015
- Zdobywca drugiego miejsca Betrideildin: 2019
- Zdobywca drugiego miejsca Pucharu Wysp Owczych: 2017
- Zdobywca Pucharu Wysp Owczych: 2018
- Zdobywca drugiego miejsca w Superpucharze Wysp Owczych: 2012, 2015, 2016, 2019

### Indywidualne
- Najlepszy piłkarz Vodafonedeildin: 2011, 2015
- Najlepszy pomocnik: 2014, 2015

## Życie prywatne
Syn Roberta Cieślewicza, brat Adriana Cieślewicza. Przeprowadził się na Wyspy Owcze, gdy miał 12 lat, kiedy jego ojciec wyjechał, aby grać dla ÍF Fuglafjørður.